# Zbrodnia w Święcianach (1942)
Zbrodnia w Święcianach (1942) – masowe egzekucje polskich zakładników przeprowadzone przez okupantów niemieckich i ich litewskich kolaborantów 19–20 maja 1942 roku. W odwecie za zabicie trzech Niemców przez oddział radzieckiej partyzantki zamordowano wtedy około 600 Polaków, w tym 450 mieszkańców Święcian i okolic. Była to jedna z największych zbrodni na ludności polskiej w czasie niemieckiej okupacji Wileńszczyzny.

## Geneza i przebieg
19 maja 1942 roku na szosie Święciany–Łyntupy radzieccy partyzanci z oddziału Fiodora Markowa zaatakowali samochód, którym podróżowała grupa niemieckich urzędników. Zabito wtedy zarządcę ziemskiego Josefa Becka, jego zastępcę Waltera Gruhla oraz komendanta obozu jenieckiego Schneidera. Ocalała jedynie polska tłumaczka Eleonora Rakowska.
Jeszcze tego samego dnia naczelnik niemieckiej komendantury wojennej w Wilnie płk Adolf Zehnpfening zarządził przeprowadzenie szeroko zakrojonej akcji odwetowej. Bezpośredni nadzór nad jej przebiegiem sprawował naczelnik kolaboracyjnej litewskiej policji kryminalnej w powiecie święciańskim mjr Jonas Maciulewiczius. W ekspedycji karnej udział wzięli funkcjonariusze niemieckiej policji ze Święcian i Świru, litewscy policjanci z posterunków w Święcianach, Nowych Święcianach i Łyntupach oraz tzw. strzelcy ponarscy – tj. członkowie oddziału specjalnego Ypatingasis būrys z Wilna.
Na podstawie list proskrypcyjnych przygotowanych już wcześniej przez litewską policję aresztowano około 450 osób, w większości Polaków ze Święcian i okolic. Rozstrzelano ich następnie na cmentarzu żydowskim w Święcianach oraz w kilku innych miejscach na terenie sąsiednich gmin. W gronie ofiar znaleźli się mieszkańcy Święcian (ok. 49 osób), Nowych Święcian (ok. 27 osób), Łyntup (150 osób), Sobolek (40 osób), Hoduciszek (33 osoby), Kaznodzieiszek (20 osób), Komajów, Widzów, Kiemieliszek, Wygody, Kaptarunów, Szudowców, Gilutów, Sutkowszczyzny, Wieliczek, Popielików, Zaków, Janamiszek, Romaniszek, Ażurejścia, Twerecza.
Ponadto na rozkaz płk. Zehnpfeninga z więzienia na Łukiszkach w Wilnie zabrano 150 więźniów narodowości polskiej, których następnie rozstrzelano w Ponarach.
Zbrodnia w Święcianach była największą akcją represyjną wymierzoną w ludność polską, którą przeprowadzono na Wileńszczyźnie w okresie niemieckiej okupacji.

## Odpowiedzialność sprawców
Jonas Maciulewiczius został aresztowany po wojnie we francuskiej strefie okupacyjnej w Niemczech. W 1948 roku wydano go polskiemu wymiarowi sprawiedliwości. Wyrokiem sądu apelacyjnego w Olsztynie z 2 maja 1950 roku został skazany na karę śmierci oraz utratę praw publicznych i obywatelskich praw honorowych na zawsze. Stracono go w grudniu tegoż roku.
Śledztwo w sprawie zbrodni w Święcianach było prowadzone przez Oddziałową Komisję Ścigania Zbrodni przeciwko Narodowi Polskiemu w Gdańsku. Zostało umorzone 31 stycznia 2005 roku ze względu na fakt, iż nie wykryto żadnego sprawcy poza już osądzonym Jonasem Maciulewicziusem.